# Jami
Jami (dawniej SFLphone, Ring) – open-source’owy komunikator internetowy działający w systemach operacyjnych: GNU/Linux, Microsoft Windows, OS X i Android.
Jami jest kompatybilne z SIP, działa jako telefon VoIP softphone i może działać bez centralnego serwera.
Jest wolnym oprogramowaniem, które zostało udostępnione na licencji GNU General Public License.
W listopadzie 2016 r. komunikator stał się częścią projektu GNU. W 2019 roku zmieniono nazwę z Ring na Jami.
Pakiety z programem Jami są dostępne dla wszystkich głównych dystrybucji systemu operacyjnego Linux, w tym Debian, Fedora i Ubuntu.
Istnieją oddzielne wersje GNOME i KDE [3].
Przyjmując rozproszoną technologię tabeli haseł (na przykład w sieci BitTorrent), Jami tworzy własną sieć, przez którą może rozpowszechniać funkcje katalogowe, uwierzytelnianie i szyfrowanie we wszystkich połączonych z nią systemach.
Program Jami został opracowywany przez kanadyjską firmę Savoir-faire Linux wraz z pomocą międzynarodowej społeczności użytkowników i grupy współautorów. Przedstawiany jest jako bezpłatna alternatywa dla komunikatora internetowego Skype. Dokumentacja jest dostępna na wiki Tuleap firmy Ring.

## Przegląd rozwiązań technicznych
- zgodny z SIP, cechuje się obsługą OpenDHT[3][4][5]
- nieograniczona liczba rozmów
- komunikator internetowy
- wyszukiwanie w historii połączeń
- nagrywanie rozmów[4]
- przekierowywanie rozmów
- automatyczna obsługa połączeń przychodzących
- rozmowy oczekujące
- rozmowy audio i wideo z multi-party audio[4] i eksperymentalna obsługa wideokonferencji[6]
- Multi-channel audio support (eksperymentalnie)
- Streaming plików wideo i audio podczas rozmowy
- wsparcie dla TLS i SRTP(inne języki)
- Wiele[4] kodeków audio: G711u, G711a, GSM, Speex (8, 16, 32 kHz), Opus, G.722(inne języki) (silence detection supported with Speex)
- wsparcie dla wielu kont SIP accounts, plus STUN i SIP presence subscription
- DTMF
- Automatic Gain Control
- account assistant wizard
- globalne skróty klawiaturowe (keyboard shortcuts)
- dzwonki w formatach Flac i Vorbis[1]
- powiadamianie o numerze telefonu połączenia przychodzącego i innych parametrach połączenia lub wiadomości
- powtórzenie zaproszenia SIP
- książka adresowa dla GNOME i KDE
- PulseAudio
- Jack Audio Connection Kit
- GUI w wielu językach: francuskim, angielskim, rosyjskim, niemieckim, chińskim, hiszpańskim, włoskim i wietnamskim
- automatyczne otwieranie przychodzących URLi
- szyfrowanie czatu, danych głosowych i wideo[7]
- zdecentralizowany